# Калоян Тодоров

## Биографиая
Калоян Митков Тодоров е български футболист, роден на 21 декември 1993 година в село Вълчитрън.

## Кариера
Възпитаник на юношеската школа на Лудогорец 1945 (Разград). В годината която играе в Разград той изиграва пълен брой срещи и отбелязва 8 гола. През сезон 2012-2013 е привлечен в отбора на ОФК Червен бряг от наставника на клуба Илиян Здравков. Първият му полусезон в тима от Червен бряг той има записани общо 15 срещи във всички турнири и отбелязва 3 гола. През сезон 2012-2013 печели 3 място с отбора на вече преименуваният отбор на „Партизан“ Червен бряг. В предсезонната подготовка играе в турнир за купата на гр. Червен бряг и става шампион с отбора си. Сезон 2015-2016 преминава в състава на Спартак Плевен, но не успява да се наложи и се завръща в Червен Бряг и играе целия сезон на високо ниво. След края на сезона след проблеми в клуба той преминава в редиците на ФК Вихър „Славяново“.През 2017 година преминава отново в състава на „Партизан“ Червен бряг.

## Успехи
Приз за най-красив гол за сезон 2015-2016 във В група отбелчзан срещу отбора на ФК Ботев „Луковит“
1-во място с отбора на ОФК Спартак „Плевен“ В група сезон 2015-2016